# Anthene princeps
Anthene princeps är en fjärilsart som beskrevs av Butler 1876. Anthene princeps ingår i släktet Anthene och familjen juvelvingar. Inga underarter finns listade i Catalogue of Life.

## Bildgalleri

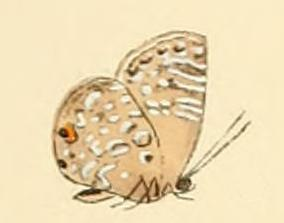
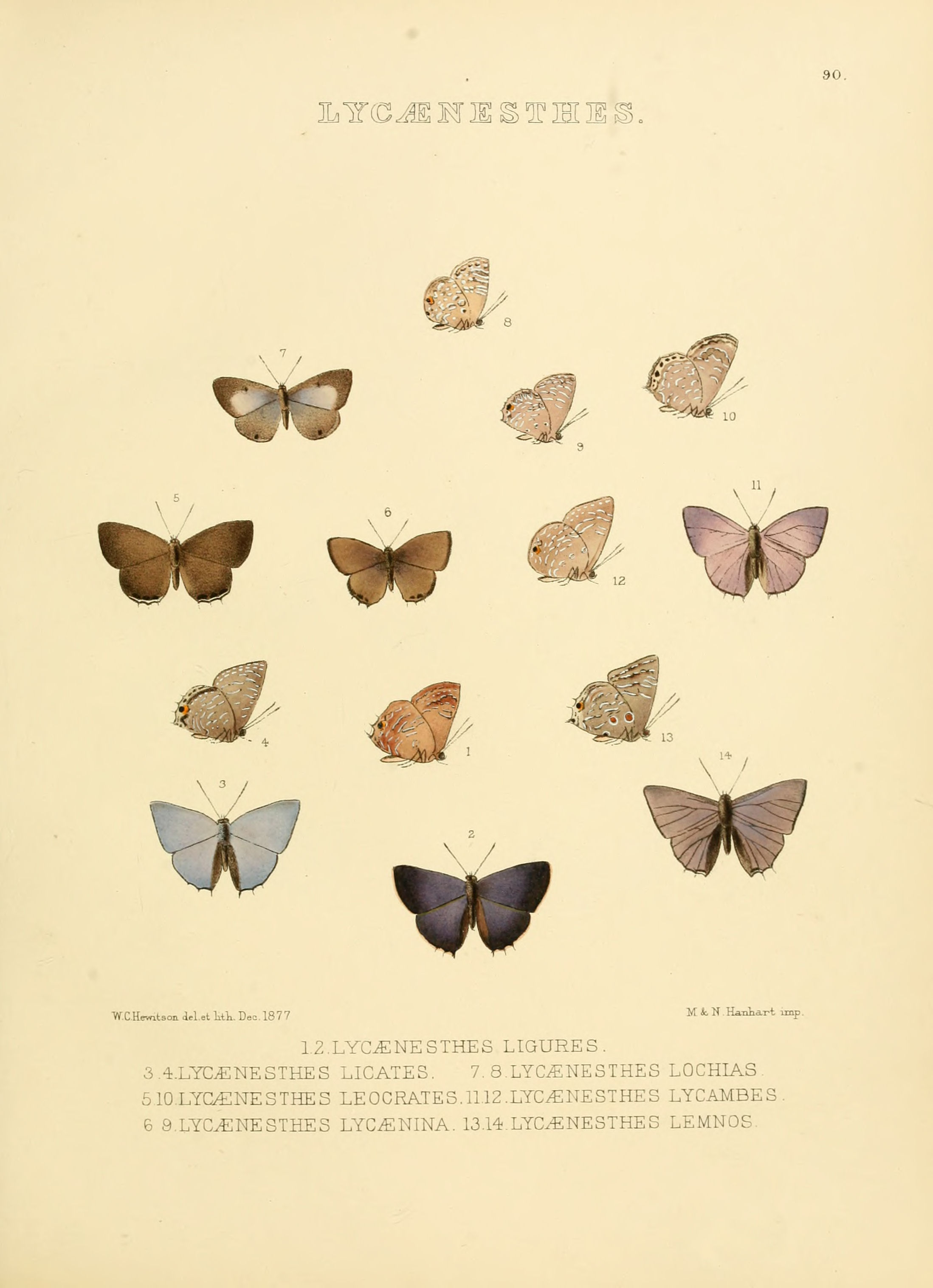
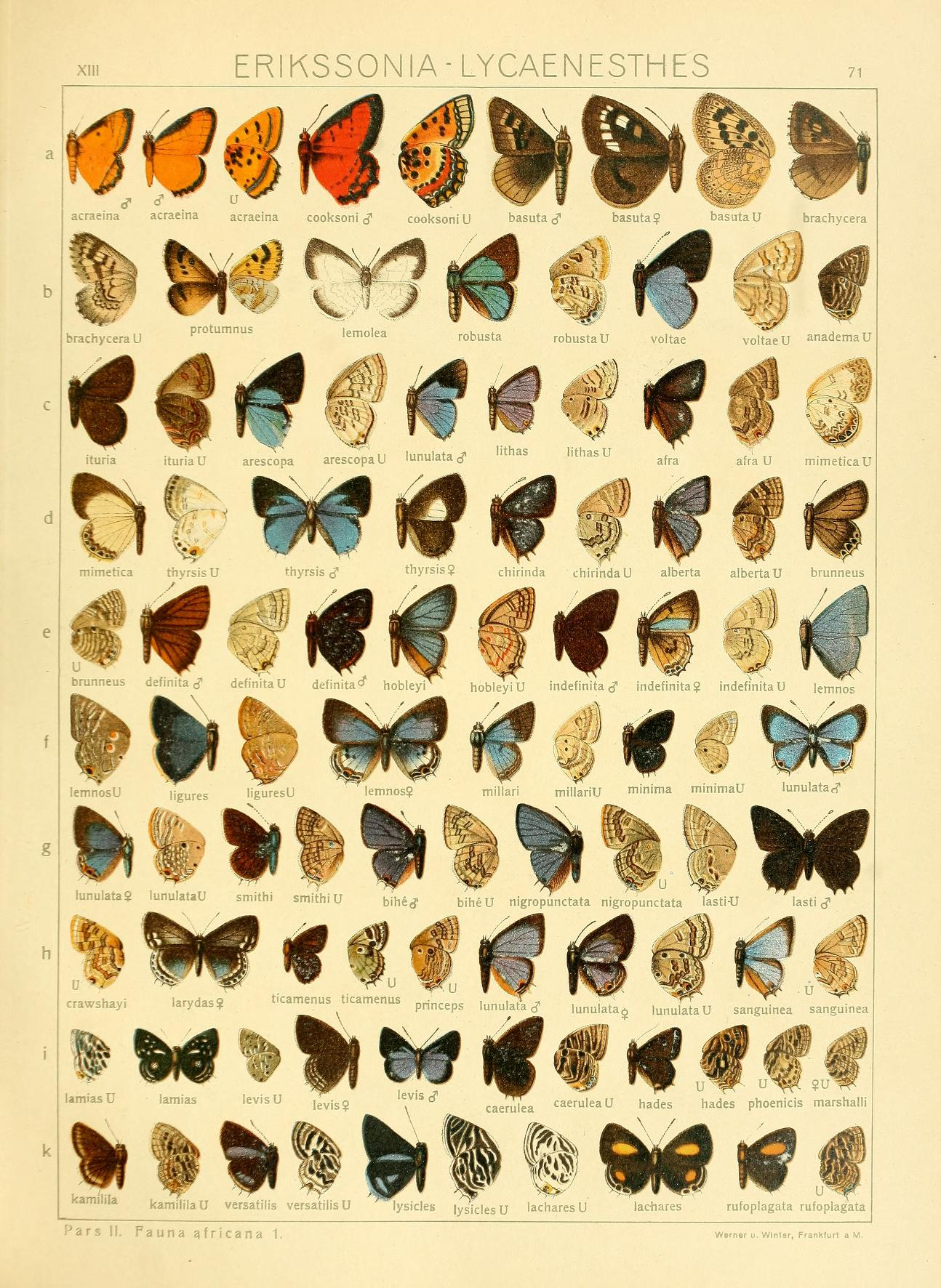